# Muzaffar Jang
Muhyi ud-Din Sadallah Khan Bahadur Muzaffar Jang Hidayat (±1715 - Lakkireddipalle, 13 februari 1751) was nizam van Haiderabad tussen 1750 en 1751. Muzaffar Jang was een kleinzoon van Chin Qilich Khan, de nizam ul-mulk. Hij voerde na de dood van zijn grootvader in 1748 een strijd om de opvolging met zijn oom Nasir Jang. Na de dood van Nasir Jang in december 1750 werd hij unaniem erkend als nizam, maar drie maanden later werd hij vermoord. Muzaffar Jang werd opgevolgd door een andere zoon van de nizam ul-mulk, Salabat Jang.
Muzaffar Jangs vader was Talib Muhi ud-din Mutawassil Khan, de "naib subahdar" (plaatsvervangend gouverneur) van Bijapur. Zijn moeder was Khair-un-Nissa, dochter van de nizam ul-mulk. Na de dood van zijn vader nam hij het gouverneurschap over Bijapur op zich. Toen de nizam ul-mulk in 1748 overleed betwistte hij zijn oom Nasir Jang de troon in Haiderabad. De strijd om de opvolging die volgde was onderdeel van de Tweede Oorlog om de Carnatic (1748-1754). Dit was de eerste keer dat de Europese koloniale machten zich op grote schaal in de conflicten van de inheemse vorsten van India mengden: Muzaffar Jang kreeg bij zijn poging in Haiderabad aan de macht te komen de steun van de Franse gouverneur van Pondicherry, Joseph François Dupleix. Een derde bondgenoot was Chanda Sahib, een schoonzoon van de nawab van Arcot die eveneens een poging deed zelf aan de macht te komen. Deze coalitie versloeg in de slag bij Ambur (3 augustus 1749) het leger van Anwaruddin Khan, de nawab van Arcot, waarna Chanda Sahib door Muzaffar Jang tot nawab werd benoemd.
Nasir Jang viel in 1750 met Britse steun de Carnatic binnen om Muzaffar Jang te verslaan in de slag bij Villianur. Muzaffar Jang werd gevangengenomen, maar op 16 december 1750 werd Nasir Jang vermoord door een hoveling. Muzaffar Jang werd daarop uitgeroepen tot nieuwe nizam van Haiderabad. Geëscorteerd door een regiment Franse troepen onder leiding van markies de Bussy-Castelnau trok hij triomfantelijk Pondicherry binnen. Als dank voor ontvangen steun stond hij grote gebieden af aan de Fransen, waaronder de gebieden rond Pondicherry en de havenstad Masulipatam. Na afloop van de besprekingen met de Fransen in Pondicherry reisde hij richting Haiderabad om als nizam geïnstalleerd te worden, maar onderweg werd hij door enkele ontevreden ondergeschikten, waaronder Afghaanse soldaten en de nawab van Kurnool, in een hinderlaag gelokt en omgebracht.
De Franse bevelhebber Bussy-Castelnau installeerde daarop zijn oom Salabat Jang als nieuwe nizam.